# Šuto Orizari
Šuto Orizari, lidově Šutka, je severní předměstí Skopje.

## Demografie
Podle sčítání z roku 2002 zde žije 22 017 obyvatel, z toho tvoří 79,1 % Romové. Skutečný počet obyvatel se však odhaduje až na dvojnásobek, protože zde žije mnoho lidí nepřihlášených k trvalému pobytu. Šutka je tak označována ze největší romskou osadu v Evropě, kde mají Romové vlastní samosprávu, školu s výukou v romštině i televizní stanici Šutel TV. Nezaměstnanost zde dosahuje více než osmdesáti procent, polovina rodin žije za méně než 50 euro měsíčně.
Název Šuto Orizari bývá překládán jako „chudé rýžoviště“, domy pro Romy se zde začaly stavět po velkém zemětřesení v roce 1963.
Režisér Aleksandar Manić natočil o zdejším životě dokumentární film Kniha rekordů Šutky.

## Významné osobnosti
Známou zdejší rodačkou byla zpěvačka Esma Redžepovová.